# جورج براون (لاعب كرة قدم مواليد 1903)
جورج براون (بالإنجليزية: George Brown) (22 يونيو 1903 - 10 يونيو 1948) كان لاعب كرة قدم إنجليزي. لعب معظم مسيرته المهنية مع نادي هدرسفيلد تاون.

## وصلات خارجية
- جورج براون (لاعب كرة قدم مواليد 1903) على موقع قاعدة بيانات كرة القدم.إي يو (الإنجليزية)
- جورج براون (لاعب كرة قدم مواليد 1903) على موقع ناشيونال فوتبول تيمز (الإنجليزية)
- جورج براون (لاعب كرة قدم مواليد 1903) على موقع Soccerbase.com (لاعب) (الإنجليزية)
- جورج براون (لاعب كرة قدم مواليد 1903) على موقع Soccerbase.com (مدرب) (الإنجليزية)